# Феклистова, Мария Александровна
Мари́я Алекса́ндровна Фекли́стова (род. 12 мая 1976, Ижевск) — советская и российская спортсменка-стрелок из пневматической винтовки. Бронзовый призёр летних Олимпийских игр 2000 года. Заслуженный мастер спорта России.

## Спортивная биография
Заниматься стрельбой Мария начала в 1988 году. В 1994 году Феклистова стала чемпионкой мира среди юниоров в стрельбе из малокалиберной винтовки из положения лёжа. В 1996 году Мария завоевала бронзовую медаль на чемпионате Европы среди юниоров. Первой значимой победой на взрослом уровне стало третье место на этапе кубка мира 1999 года в Милане.
В 2000 году Мария приняла участие в летних Олимпийских играх в Сиднее. После квалификационного раунда Феклистова занимала 5-е место, отставая от первого места на 3 балла. Финальный раунд россиянка закончила на 2-м месте, что позволило набрать сумму в 679,9 очка и выиграть бронзовую медаль Игр.
После окончания игр 2000 года Мария Феклистова продолжила спортивную карьеру, но каких-то значимых успехов больше не добивалась. Наивысшим результатом стало 6-е место на этапе кубка мира в южнокорейском Чханвоне.

## Государственные награды
- Медаль ордена «За заслуги перед Отечеством» II степени (2001 г.)
- Медаль ордена «За заслуги перед Отечеством» I степени (2016 г.)[1]